# Vespa guttata
Vespa guttata är en getingart som beskrevs av Geoffroy 1785. Vespa guttata ingår i släktet bålgetingar, och familjen getingar. Inga underarter finns listade i Catalogue of Life.